# 국립극단 (재단법인)

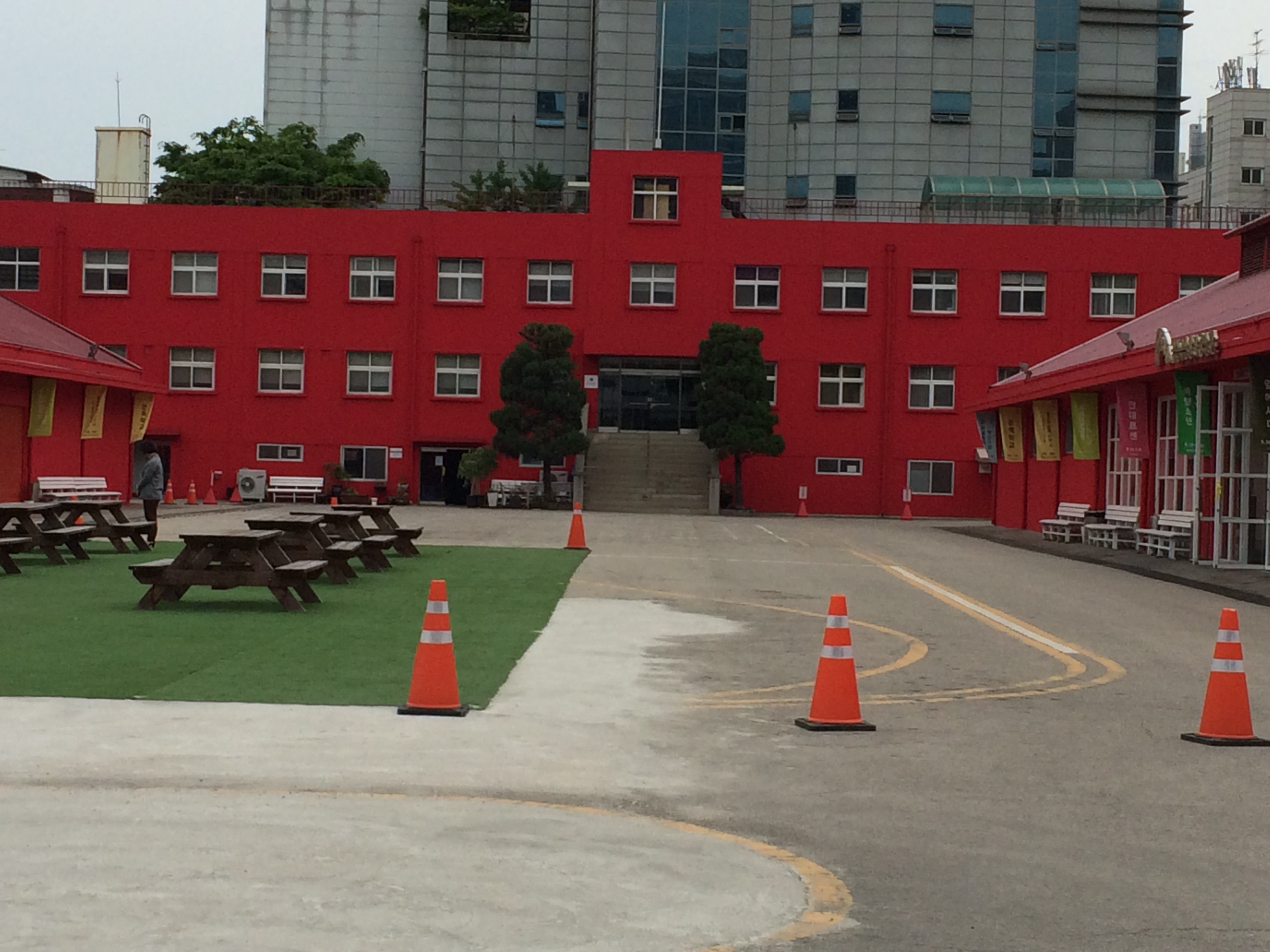
국립극단, 서울

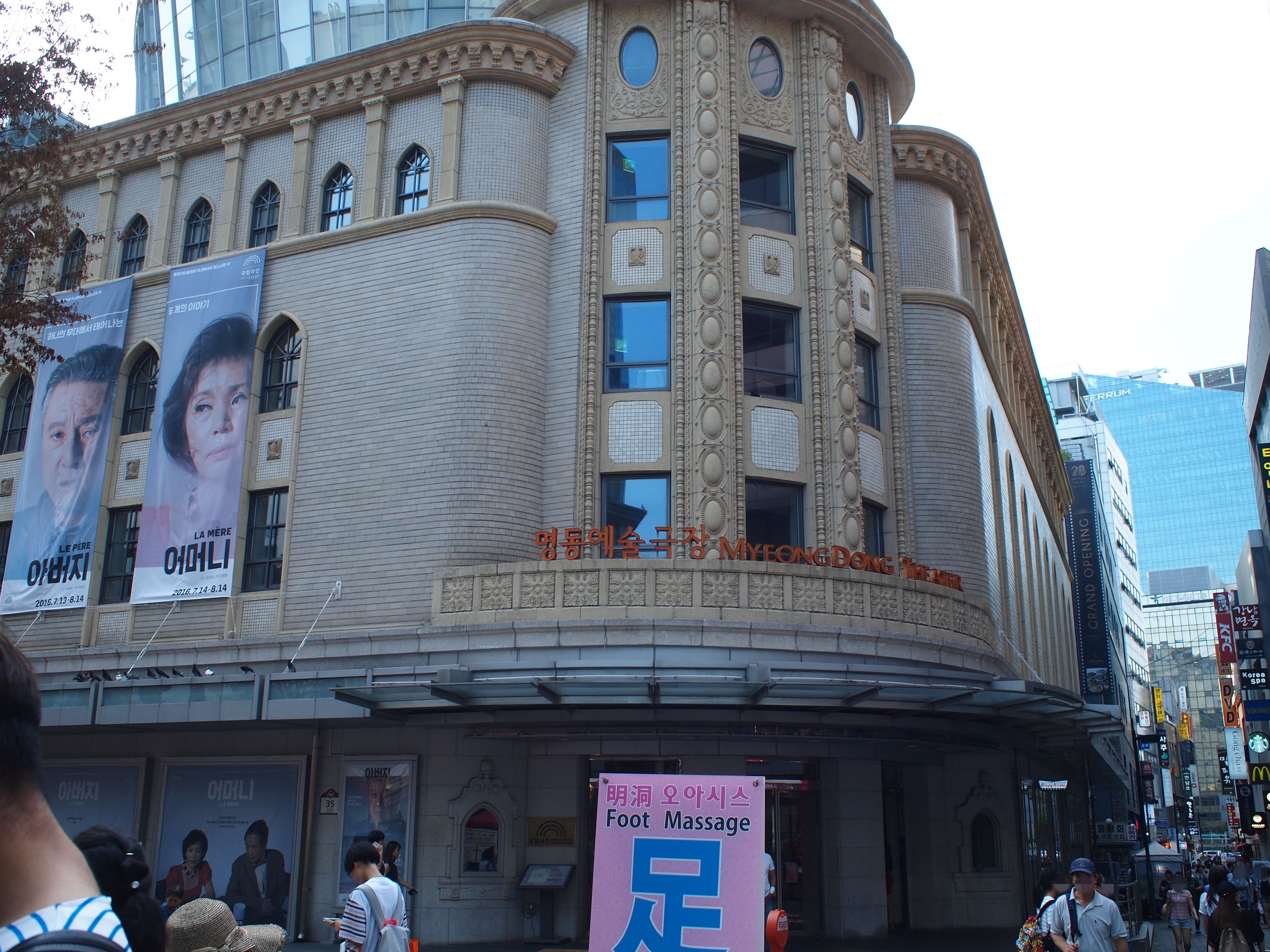
국립극단, 명동예술극장

국립극단(國立劇團, National Theater Company of Korea)은 문화체육관광부가 지원하는 공공 공연 예술단체이자, 연극인과 연극예술 후원자들로 구성된 이사회와 예술감독 시스템을 중심으로 연극뿐만 아니라 타 예술장르까지 다양한 작품들을 상연하는 재단법인이다. 2010년 재단법인으로 재출범하였다. 서울특별시 용산구 서계동 1번지(청파로 373)에 위치한다.

## 같이 보기
- 국립극장